# Gottesgabe (bei Schwerin)
Gottesgabe ist eine Gemeinde im  Süden des Landkreises Nordwestmecklenburg in Mecklenburg-Vorpommern (Deutschland). Die Gemeinde wird vom Amt Lützow-Lübstorf mit Sitz in der Gemeinde Lützow verwaltet.

## Geografie
Das Gemeindegebiet Gottesgabes liegt etwa 10 Kilometer westlich von Schwerin in hügeligem Gelände (bis 91 m ü. NN) auf der Nordsee-Ostsee-Wasserscheide. Hier liegen die Quellen der Sude, die in Richtung Süden zur Elbe entwässert. Einer ihrer Zuflüsse, die Zare, verläuft östlich entlang der Gemeindegrenze.
Umgeben wird Gottesgabe von den Nachbargemeinden Brüsewitz im Nordosten, Grambow im Osten, Dümmer im Süden, Perlin im Südwesten, Schildetal im Westen sowie Lützow im Nordwesten.
Zu Gottesgabe gehören die Ortsteile Bergfeld, Groß Welzin, Klein Welzin und Rosenhagen.

## Geschichte
Gottesgabe als Ort Davermoor wurde am 27. April 1282 erstmals erwähnt.
Helmold, Graf von Schwerin, verleiht dem Dome zu Schwerin das Eigentum von 3 Hufen zu Davermoor (Gottesgabe), mit denen der Ritter Ludolf Maltzan eine  Vicarei gestiftet hat.
Später erscheint aber auch die Schreibweise Davermüre oder Davermur. Von diesem mittelalterlichen Dorf übernahm das benachbarte Moor seinen Namen Dabelmoor. Dübels-Moor und Teufelsmoor sind Bezeichnungen aus dem Volksmund. Davermor, der ursprüngliche slawische Ortsname in mittelniederdeutsch, bedeutet so viel wie Daver Baumrinde oder Birkenrinde, und mor Moor. Der spätere deutsche Ortsname Gottesgabe kann als religiös motivierter Wunschname bezeichnet werden. Das Gut gehörte den Maltzans, anschließend lebte eine Linie der Familie Preen auf Davermoor und hatte hier ihren Rittersitz. Im Anfang des 15. Jahrhunderts befand sich das Gut in anderen Händen, denn weder der Name der Preens noch der Rittersitz auf Davermoor erscheint irgendwo. 1497 existierte das Gut Davermoor laut dem Steuerregister dann nicht mehr. Das Kirchenspiel Groten Brüsewitz (Groß Brütz) umfasste damals nur die Dörfer Groß Brütz, Brüsewitz, Grambow und Rosenhagen. So gab es Davermoor nicht mehr und Gottesgabe noch nicht, die Feldmark gehörte jedoch der Familie von Halberstadt, die damals auf Groß Brütz saß.
1614 wurde auf der Flur von Davermoor das Gut Gottesgabe errichtet, dieses war bis 1674 im Besitz der Familien Lüdeke und Hand Cuno von Halberstadt. Berend Hartwig von Plessen, dessen Ahnen im 12. Jahrhundert als Militärführer Heinrichs des Löwen aus der Gegend von Göttingen nach Mecklenburg kamen, besaß Gottesgabe von 1699 bis 1716. Danach gehörte es wieder den von Halberstadts. Neue Handelswege entstanden für Transporte von Lüneburg nach Wismar über Boizenburg, so mag zum Beispiel der Boizenburger Weg seinen Namen erhalten haben. Vermutlich gab es damals auch Handelsverkehr durch jüdische Händler. An der Kreuzung des Weges von Wodenhof (früher  Wendischhof) nach Gottesgabe und des Boizenburger Weges könnte es damals zu räuberischen Auseinandersetzungen gekommen sein, denn in mündlichen Überlieferungen wird ein Judenfriedhof auf der Feldmark Gottesgabe im Großen Holz erwähnt.
Das Gottesgaber Herrenhaus weist eine Eigenart unter den mecklenburgischen Landsitzen auf. Es wurde aus drei Flügeln errichtet, die im Dreieck zueinander standen. Der dreieckige Innenhof war gepflastert und nach oben offen. Er wurde erst später, etwa Mitte des 19. Jahrhunderts, überdacht und die Fassade neu gestaltet. Die mittelalterlichen Fundamente der ehemaligen Wasserburg wurden verwendet und im Kellerverlies des Schlosses Gottesgabe soll dereinst Klaus Störtebeker eingesessen haben. Ende des 14. Jahrhunderts gehörte das Schloss der Familie eines seiner Vitalienbrüder.

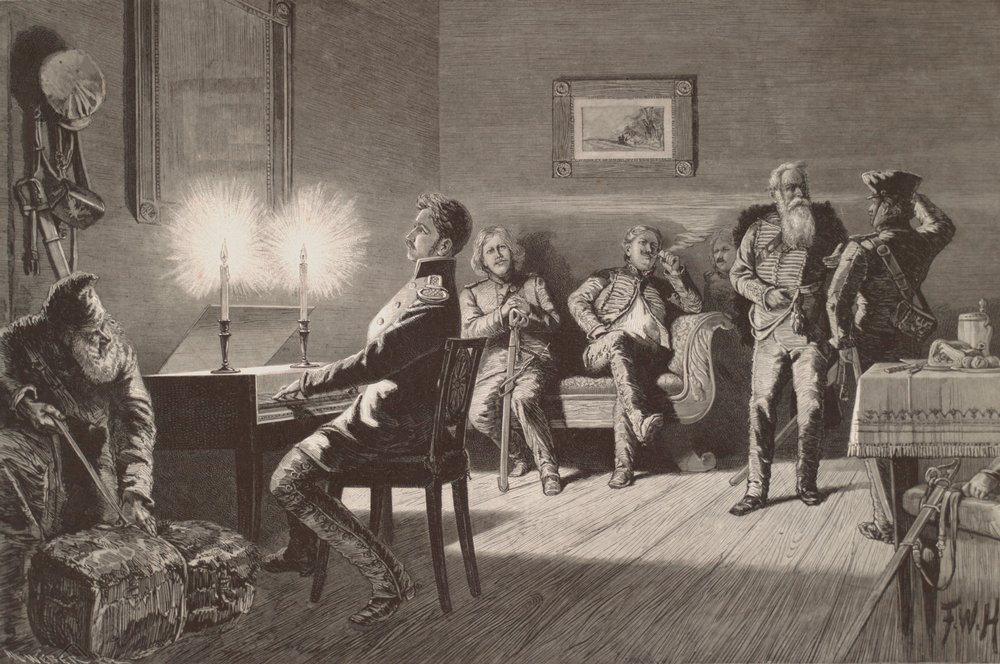
Historistische Darstellung Körners am Abend vor seinem Tod im Gutshaus Gottesgabe (um 1880)

In Gottesgabe verbrachte der Freiheitsdichter Theodor Körner die letzte Nacht vor seinem Tode am 26. August 1813 im Forst Rosenow beim Kampf gegen die Truppen Napoleons.
Am 1. Juli 1950 wurde die bis dahin eigenständige Gemeinde Klein Welzin eingegliedert.

## Dienstsiegel
Die Gemeinde verfügt über kein amtlich genehmigtes Hoheitszeichen, weder Wappen noch Flagge. Als Dienstsiegel wird das kleine Landessiegel mit dem Wappenbild des Landesteils Mecklenburg geführt. Es zeigt einen hersehenden Stierkopf mit abgerissenem Halsfell und Krone und der Umschrift „GEMEINDE GOTTESGABE • LANDKREIS NORDWESTMECKLENBURG“.

## Verkehrsanbindung
Gottesgabe liegt in der Nähe der Bundesstraße 104 von Schwerin nach Gadebusch. Etwa 17 Kilometer südwestlich besteht Anschluss an die A 24 von Hamburg nach Berlin (Anschlussstelle Wittenburg). Der nächste Bahnhof befindet sich in der Nachbargemeinde Brüsewitz, Ortsteil Groß Brütz (Bahnstrecke Schwerin–Rehna).

## Sehenswürdigkeiten
- Es gibt in näherer Entfernung zum Ort einen gut erhaltenen Turmhügel von drei Meter Höhe und einer Plattform mit acht Metern Durchmesser (urkundliche Erwähnung 1336), welcher auch heute noch leicht zugänglich ist und besichtigt werden kann. Die zur Niederung Dabelmoor offenen Umfassungsgräben vom Turmhügel und vom Hof wurden wohl von der vorbeifließenden Wurzelbeck gewässert.
- Die Reste einer mittelalterlichen Wasserburg inmitten der Ortslage (urkundliche Erwähnung 1357): Es handelt sich dabei um eine trapezförmige Anlage, umschlossen von zehn bis 18 Meter breiten Gräben und Teichen, welche aber nur noch zu erahnen ist. Sehenswert ist auch das alte Gutshaus mit Rundhalle sowie die ehemalige Schule, die sich in privatem Besitz befinden.
- Das zweigeschossige Gutshaus Klein Welzin von der Mitte des 19. Jahrhunderts wurde durch Um- und Anbauten stark überformt. Es dient als Alten- und Pflegeheim.

## Persönlichkeiten
- Julius Pölkow (1866–1926), Schullehrer und Politiker (DNVP, DVFP)